# COVID-19-Pandemie in Barbados
Die COVID-19-Pandemie in Barbados tritt als regionales Teilgeschehen des weltweiten Ausbruchs der Atemwegserkrankung COVID-19 auf und beruht auf Infektionen mit dem Ende 2019 neu aufgetretenen Virus SARS-CoV-2 aus der Familie der Coronaviren. Die COVID-19-Pandemie breitet sich seit Dezember 2019 von China ausgehend aus. Ab dem 11. März 2020 stufte die Weltgesundheitsorganisation (WHO) das Ausbruchsgeschehen des neuartigen Coronavirus als Pandemie ein.

## Verlauf und Maßnahmen
Die ersten beiden COVID-19-Fälle in Barbados wurden am 17. März 2020 bestätigt. Die Regierung richtete Quarantäne-Stationen ein. Am 27. März 2020 wurde der nationale Gesundheitsnotstand erklärt und eine Ausgangssperre von 20 Uhr bis 6 Uhr angeordnet. Für die Tagesstunden wurde die Bevölkerung aufgerufen, sich möglichst wenig im Freien aufzuhalten und einen Abstand zu anderen Personen von 1,8 Metern zu halten. Am 2. April 2020 wurde die Ausgangssperre auf ganztägig erweitert. Geschäfte und Restaurants wurden geschlossen.
Coronabedingt war es einigen Kreuzfahrtschiffen nicht erlaubt, Häfen in der Karibik anzulaufen. Daraufhin beschloss die Regierung im März 2020, dass diese Schiffe im Hafen von Bridgetown anlegen dürfen, damit die Passagiere die Möglichkeit haben, von dort aus in ihre Heimatländer zurückzufliegen. Als letzte Schiffe verließen am 24. April 2020 die AIDAperla und am 26. April 2020 die AIDAluna den Hafen von Bridgetown.
Den ersten Todesfall meldete die WHO am 7. April 2020.
Am 11. April 2020 veröffentlichte die Regierung einen Plan, nach dem während der Ausgangssperre das Einkaufen für bestimmte Personenkreise zu bestimmten Zeiten erlaubt wurde. Am 20. April 2020 wurde die Ausgangssperre weiter gelockert.
Am 22. April 2020 kündigte das Gesundheitsministerium an, die Anzahl der Tests erhöhen zu wollen.
Am 24. April 2020 wurde der nationale Gesundheitsnotstand bis zum 30. Juni 2020 verlängert. Am 29. April 2020 wandte sich Premierministerin Mia Amor Mottley mit einer 105-minütigen Fernsehansprache an die Nation. Sie kündigte unter anderem weitreichende Lockerungen der bestehenden Beschränkungen ab dem 4. Mai 2020 an und rief das Volk zur Solidarität auf.
Am 4. Mai 2020 traten die angekündigten Lockerungen der Beschränkungen in Kraft. Die Ausgangssperre wurde auf 20 Uhr bis 5 Uhr verkürzt. Viele Geschäfte dürfen wieder öffnen. Die Strände dürfen zwischen 6 Uhr und 9 Uhr genutzt werden. Eine Pflicht, Schutzmasken zu tragen, wurde nicht angeordnet, da Barbados nicht über eine ausreichende Anzahl Schutzmasken verfügt.
Am 18. Mai 2020 traten weitere Lockerungen der Beschränkungen in Kraft. Einige Geschäfte dürfen wieder öffnen, die Strände werden zusätzlich von 16 Uhr bis 18 Uhr geöffnet.
Seit August 2020 bietet Barbados sogenannte „Home Office Visa“ an, durch die man Ausländer ins Land holen möchte, die dann ihre Arbeit von einem vermeintlich corona-sicheren Land aus machen können, das Sonnenschein und Strände bietet. Bedingung ist, dass ein Einkommensnachweis geliefert und kein Job in Barbados angenommen wird.
Ab Dezember 2020 vernahm man wieder steigende Zahlen der Infektionen. Die Ursache sah man vor allem bei Reisenden aus den USA, Kanada und dem Vereinigten Königreich.

## Statistik
Die Fallzahlen entwickelten sich während der COVID-19-Pandemie in Barbados wie folgt.

### Infektionen
In Barbados gab es bis zum 15. April 2020 72 Infektionsfälle. Danach entwickelten sich die Infektionsfälle wie folgt.

Bestätigte Infizierte in Barbados nach Daten der WHO. Oben kumuliert, unten Tageswerte

### Todesfälle
In Barbados gab es mit Stand vom 1. Mai 2020 seit Auftreten des ersten Infektionsfalles sieben Todesfälle im Zusammenhang mit COVID-19.

Bestätigte Todesfälle in Barbados nach Daten der WHO. Oben kumuliert, unten Tageswerte